# Луговское городское поселение (Иркутская область)
Луговское городское поселение или Луговское муниципальное образование — муниципальное образование со статусом городского поселения в Мамско-Чуйском районе Иркутской области России.
Административный центр — рабочий посёлок Луговский.

## Население
| 2010 | 2011 | 2012 | 2013 | 2014 | 2015 | 2016 |
| ---- | ---- | ---- | ---- | ---- | ---- | ---- |
| 514  | ↘512 | ↘477 | ↘450 | ↘437 | ↘429 | ↘426 |
| 2017 | 2020 | 2021 |      |      |      |      |
| ↘414 | ↘367 | ↗402 |      |      |      |      |

## Населённые пункты
В состав муниципального образования входят 2 населённых пункта
| № | Населённый пункт | Тип населённого пункта | Население |
| - | ---------------- | ---------------------- | --------- |
| 1 | Луговский        | рабочий посёлок (пгт)  | ↗397      |
| 2 | Слюдянка         | посёлок                | →5        |